# Fredrik Henrik Sparre
Fredrik Henrik Sparre, född 12 mars 1691 i Moholm i Mo socken, Västergötland, död 30 juni 1764 i Gävle, var en svensk friherre, generallöjtnant och landshövding. 

## Biografi
Fredrik Henrik Sparre var son till kammarherren Carl Sparre och Anna Ebba Horn af Marienborg, dotter till Henrik Horn, samt halvbror till Konrad Sparre. 
Sparre deltog i fransk tjänst i det spanska tronföljdskriget från 1707. Från 1710 tjänstgjorde han i svenska armén och deltog i försvaret av Pommern. Senare deltog han i Hattarnas ryska krig 1741–1743 och var en av de tre officerare som representerade Sverige vid kapitulationen i Helsingfors. Han blev överste vid livgardet 1747, var chef för Skaraborgs regemente 1748 och för Upplands regemente 1748–1756, generalmajor vid infanteriet 1750 och generallöjtnant 1756.
Han avböjde att bli riksråd 1751 och var 1757–1762 landshövding i Västernorrlands län i vilket hela Norrland exklusive Västerbotten ingick. Sparre blev därefter landshövding i Gävleborgs län, som bröts ut ur Västernorrlands län 1762. Året därpå bytte han tjänst med sin son Carl Sparre och blev landshövding i Österbottens län. 
Sparre var gift från 1718 med Virginia Christina Lilliehöök af Fårdala (1686–1726), och hade med henne barnen:
- Charlotta (Lotta) Fredrika (1719–1795), förde drottning Lovisa Ulrika till Sverige och var hennes hovfröken, från 1780 drottning Sofia Magdalenas överhovmästarinna, gift med Carl Reinhold von Fersen
- Brita Christina (1720–1776), gift med riksrådet och greven Carl Fredrik Törnflycht
- Carl Sparre (1723–1791), generalmajor, landshövding, gift med Ulrika Strömfelt
- Gabriel Erik Sparre (1726–1804), landshövding

Sparre var från 1726 gift med Ulrika Maria Tessin (1694–1765), syster till Carl Gustaf Tessin, och hade barnet:
- Fredrik Sparre (1731–1803), greve och rikskansler, gift med sysslingen Brita Christina Sparre och Sigrid Charlotta Wrede foed i ätten Wrede af Elimä